# 854年
| 千纪： | 1千纪                                                                                           |
| 世纪： | 8世纪 \| 9世纪 \| 10世纪                                                                        |
| 年代： | 820年代 \| 830年代 \| 840年代 \| 850年代 \| 860年代 \| 870年代 \| 880年代                       |
| 年份： | 849年 \| 850年 \| 851年 \| 852年 \| 853年 \| 854年 \| 855年 \| 856年 \| 857年 \| 858年 \| 859年 |
| 纪年： | 甲戌年（狗年）；唐大中八年；南诏天启十五年；日本仁壽四年、齊衡元年；渤海国咸和二十四年          |

## 出生
- 崔涂，浙江富春人，唐朝著名诗人。
- 貞簡皇后，曹氏，後唐太祖李克用的宠妾，後唐莊宗李存勗的母亲。

## 逝世
- 崔珙，安平郡公，唐武宗年间为宰相。
- 王元逵，唐朝成德節度使。